# واکنش وایتینگ
واکنش وایتینگ(به انگلیسی: Whiting reaction) یک واکنش آلی است که با استفاده از لیتیم آلومینیوم هیدرید یک پروپارژیل دی‌ال را به یک دی‌ان تبدیل می‌کند.
این کاهش آلی در سنتز فکاپنتاان مورد استفاده قرار می‌گیرد.

## یادداشت
1. ↑  fecapentaene